# Croton barorum
Espèce
Croton barorum est une espèce de plantes à fleurs du genre Croton et de la famille des Euphorbiaceae présente au sud ouest de Madagascar.
Il a une variété :
- Croton barorum var. mangokyensis, Leandri, 1939